# アップ・ダーマ・ダウン
アップ・ダーマ・ダウン（英語: Up Dharma Down）はフィリピン人ロックバンドである。

## 概要
2006年に『フラグメンテッド』、2008年には『バイポーラー』の2枚のアルバムを独立系レコードレーベルである「Terno Recordings」からリリースしており、2010年には3枚目のアルバムを発売する事が期待され、2011年にアルバム『Capacities（キャパシティーズ）』がリリースされている。
BBCテレビのプロデューサーであるマーク・コールは北アメリカ沿岸地域においてクロスオーバーの影響が最も強いアジア人バンドであると語り、カナダのアーケイド・ファイア、イギリスのブロック・パーティなどと共に、その地域で活躍するバンドとして番組内で紹介している。
その独創的な音楽は地元フィリピンで最も際立ったバンドであり、2007年7月号のタイム誌において特集記事が組まれている。また彼らはブルー・ナイルのポール・ブキャナン、No-Manのティム・ボネースなどからもその才能を高く評価されている。
2005年には地元フィリピンのラジオ局「NU107」のロックアワードで優勝。2006年にはベストニューアーティスト、ベスト女性ボーカリスト、キーボードリストを受賞。2008年にはフィリピン音楽専門チャンネルであるmyxにおいて最も好きなインディーズバンド賞を受賞している。

## メンバー
- アーミ・ミラー（Armi Millare） - キーボード、ボーカル
- カルロス・タナダ（Carlos Tanada） - ギター
- イアン・メイヤー（Ean Mayor） - ドラム、ループ
- ポール・ヤップ（Paul Yap） - ベース

## ディスコグラフィー

### スタジオ・アルバム
- Fragmented - 2006年 Terno Recordings
- Bipolar - 2008年 Terno Recordings
- Capacities - 2011年 Terno Recordings

### シングル
- Maybe（Fragmented）
- Pag-Agos（Fragmented）
- Oo（Fragmented）
- Hiwaga（Fragmented）
- We Give In Sometimes（Fragmented）
- Every First Second（Bipolar）
- Sana（Bipolar）
- Taya（Bipolar）
- Indak（Capacities）

### コンピレーション・トラック
- Hopia Mani Popcorn（The Best of Manila Sound） - Bitin Sa'yo
- Kami nAPO Muna（APO Hiking Society Tribute Album） - Kaibigan
- Today is T-shirt Day - "Malikmata（Side Sampler Remix）"
- Environmentally Sound: A Select Anthology of Songs Inspired by the Earth（WWFフィリピン） - Maybe

### サウンドトラック
- Ang Pamana（The Inheritance） - "Flicker"
- Mayohan - "Hiwaga アコースティック・バージョン"
- Ilumina（TVシリーズ） - "Tadhana"

### タイアップ
- コカ・コーラ（フィリピン 2006年）  - Buhay Coke, Sarap Mo
- リプトン紅茶（フィリピン 2007年） - Clarity
- マクドナルド（フィリピン 2008年） - Float Away

## 賞
- Globe Tatt Awards 2011 Indie Rocker Category
- AVIMA 2010 Best Female Vocalist
- AVIMA 2010 Best Video (Sana)
- AVIMA 2009 Best Female Vocalist
- NU 107 Rock Awards 2009 Artist of the Year
- NU 107 Rock Awards 2009 Album of the Year
- NU 107 Rock Awards 2009 Vocalist of the Year
- MYX MYX Music Awards 2008 Favorite Indie Artist
- NU 107 Rock 2005 In The Raw Award
- NU 107 Rock Awards 2006 Best New Artist
- NU 107 Rock Awards 2006 Best Female Award